# Acalypha communis
Acalypha communis är en törelväxtart som beskrevs av Johannes Müller Argoviensis. Acalypha communis ingår i släktet akalyfor, och familjen törelväxter. Inga underarter finns listade i Catalogue of Life.